# Teishebaini
Teishebaini era la capitale delle province transcaucasiche dell'antico regno di Urartu. Si trova vicino alla moderna città di Erevan in Armenia e corrisponde all'attuale sito di Karmir-Blour. Il sito era un tempo una fortezza e un centro governativo con mura perimetrali con torri e contrafforti, porte massicce, con una piazza d'armi all'interno delle sue mura e magazzini. Il sito della città, del palazzo e della cittadella insieme misurano oltre 0,45 km 2 (110 acri).

## Storia
La città di Teishebaini fu costruita da Rusa II a metà del VII secolo a.C. per proteggere i confini orientali di Urartu dai barbari Cimmeri e Sciti. All'interno della città c'era un palazzo del governatore che conteneva centoventi stanze che si estendevano su più di 40.000 m 2 (10 acri) e la cittadella di Theispas dal nome del dio della guerra urartiano.
Il sito è stato scoperto nel 1939 dopo essere stato sepolto per più di due millenni e mezzo. Tre anni prima era stata trovata un'iscrizione cuneiforme che ha portato alla scoperta dell'antica città. Le prove archeologiche mostrano che la città di Teishebaini fu distrutta da un incendio intorno all'inizio del VI secolo a. C. che distrusse le strutture provvisorie e le coperture della fortezza.
Il rossore dei mattoni che ha acquisito con il fuoco ha dato origine al nome Karmir-Blour (armeno: ԿԿԀրԀԀԫր ԲԲɬԸւր (Collina Rossa).

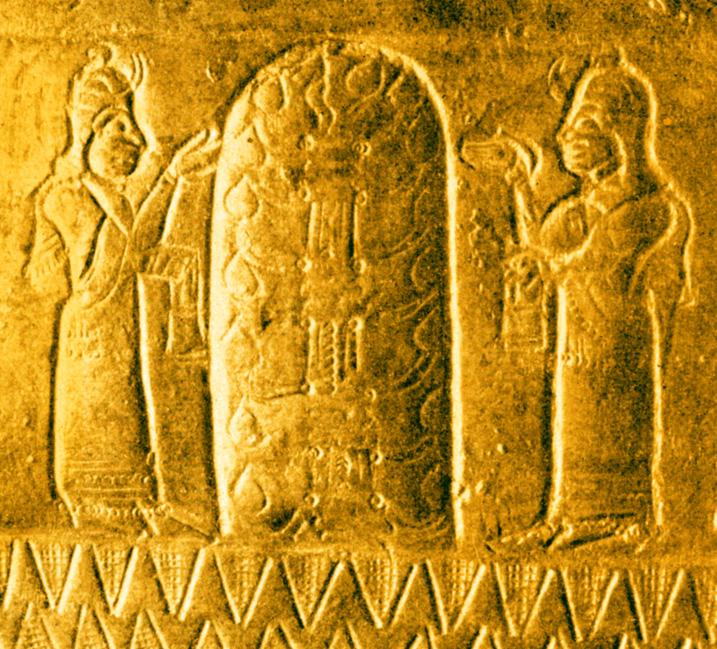
Frammento di un elmo in bronzo scoperto durante gli scavi a Karmir- Blour raffigurante "l'albero della vita"